# US tenniskampioenschap 1967
De 87e editie van het Amerikaanse grandslamtoernooi, het US tenniskampioenschap 1967, werd gehouden van 21 augustus tot en met 10 september 1967. Voor de vrouwen was het de 81e editie. De dubbelspeltoernooien (mannen, vrouwen, gemengd) werden van 21 tot en met 29 augustus gespeeld op de Longwood Cricket Club in Brookline (Massachusetts). Het enkelspel ontrolde zich van 30 augustus tot en met 10 september op de West Side Tennis Club in Forest Hills, een wijk in het stadsdeel Queens in New York.
Deze editie is de laatste die voorafging aan het open tijdperk, dat wil zeggen: alleen amateurs konden deelnemen; beroepstennissers waren toen nog niet welkom.

## Belangrijkste uitslagen
Mannenenkelspel

Finale: John Newcombe (Australië) won van Clark Graebner (VS) met 6-4, 6-4, 8-6 
Vrouwenenkelspel

Finale: Billie Jean King (VS) won van Ann Haydon-Jones (VK) met 11-9, 6-4 
Mannendubbelspel

Finale: John Newcombe (Australië) en Tony Roche (Australië) wonnen van Bill Bowrey (Australië) en Owen Davidson (Australië) met 6-8, 9-7, 6-3, 6-3 
Vrouwendubbelspel

Finale: Rosie Casals (VS) en Billie Jean King (VS) wonnen van Mary-Ann Eisel (VS) en Donna Floyd-Fales (VS) met 4-6, 6-3, 6-4 
Gemengd dubbelspel

Finale: Billie Jean King (VS) en Owen Davidson (Australië) wonnen van Rosie Casals (VS) en Stan Smith (VS) met 6-3, 6-2 
Een toernooi voor junioren werd voor het eerst in 1973 gespeeld.
1881 · 1882 · 1883 · 1884 · 1885 · 1886 · 1887 · 1888 · 1889 · 1890 · 1891 · 1892 · 1893 · 1894 · 1895 · 1896 · 1897 · 1898 · 1899 · 1900 · 1901 · 1902 · 1903 · 1904 · 1905 · 1906 · 1907 · 1908 · 1909 · 1910 · 1911 · 1912 · 1913 · 1914 · 1915 · 1916 · 1917 · 1918 · 1919 · 1920 · 1921 · 1922 · 1923 · 1924 · 1925 · 1926 · 1927 · 1928 · 1929 · 1930 · 1931 · 1932 · 1933 · 1934 · 1935 · 1936 · 1937 · 1938 · 1939 · 1940 · 1941 · 1942 · 1943 · 1944 · 1945 · 1946 · 1947 · 1948 · 1949 · 1950 · 1951 · 1952 · 1953 · 1954 · 1955 · 1956 · 1957 · 1958 · 1959 · 1960 · 1961 · 1962 · 1963 · 1964 · 1965 · 1966 · 1967
↓ open tijdperk ↓
1968 (m-v-md-vd-gd) ·
1969 (m-v-md-vd-gd) ·
1970 (m-v-md-vd-gd) ·
1971 (m-v-md-vd-gd) ·
1972 (m-v-md-vd-gd) ·
1973 (m-v-md-vd-gd) ·
1974 (m-v-md-vd-gd) ·
1975 (m-v-md-vd-gd) ·
1976 (m-v-md-vd-gd) ·
1977 (m-v-md-vd-gd) ·
1978 (m-v-md-vd-gd) ·
1979 (m-v-md-vd-gd) ·
1980 (m-v-md-vd-gd) ·
1981 (m-v-md-vd-gd) ·
1982 (m-v-md-vd-gd) ·
1983 (m-v-md-vd-gd) ·
1984 (m-v-md-vd-gd) ·
1985 (m-v-md-vd-gd) ·
1986 (m-v-md-vd-gd) ·
1987 (m-v-md-vd-gd) ·
1988 (m-v-md-vd-gd) ·
1989 (m-v-md-vd-gd) ·
1990 (m-v-md-vd-gd) ·
1991 (m-v-md-vd-gd) ·
1992 (m-v-md-vd-gd) ·
1993 (m-v-md-vd-gd) ·
1994 (m-v-md-vd-gd) ·
1995 (m-v-md-vd-gd) ·
1996 (m-v-md-vd-gd) ·
1997 (m-v-md-vd-gd) ·
1998 (m-v-md-vd-gd) ·
1999 (m-v-md-vd-gd) ·
2000 (m-v-md-vd-gd) ·
2001 (m-v-md-vd-gd) ·
2002 (m-v-md-vd-gd) ·
2003 (m-v-md-vd-gd) ·
2004 (m-v-md-vd-gd) ·
2005 (m-v-md-vd-gd) ·
2006 (m-v-md-vd-gd) ·
2007 (m-v-md-vd-gd) ·
2008 (m-v-md-vd-gd) ·
2009 (m-v-md-vd-gd) ·
2010 (m-v-md-vd-gd) ·
2011 (m-v-md-vd-gd) ·
2012 (m-v-md-vd-gd) ·
2013 (m-v-md-vd-gd) ·
2014 (m-v-md-vd-gd) ·
2015 (m-v-md-vd-gd) ·
2016 (m-v-md-vd-gd) ·
2017 (m-v-md-vd-gd) ·
2018 (m-v-md-vd-gd) ·
2019 (m-v-md-vd-gd) ·
2020 (m-v-md-vd) ·
2021 (m-v-md-vd-gd) ·
2022 (m-v-md-vd-gd) ·
2023 (m-v-md-vd-gd)  ·
2024 (m-v-md-vd-gd)
Lijst van US Openwinnaars